# تلخيص البيان
تلخيص البيان في مجازات القرآن كتاب تفسير شيعي من تأليف الشريف الرضي ويعد من أقدم كتب علم التفسير، وصفه ابن خلكان : بأنه نادر في بابه
وهو في كتابه هذا يعرض لمجمل ما وقف عليه في القرآن الكريم من عجائب الاستعارات وغرائب المجازات التي هي أحسن من الحقائق، مبينا أن اللفظة التي وقعت في القرآن مستعارة لو وقعت في موقعها لفظة «الحقيقة» لكان موضعها نابياً بها ونصابها قلقاً بمركبها، وإذ كان الحكيم سبحانه وتعالى لم يورد ألفاظ المجازات لضيق العبارة عليه، ولكن لأنها أجلى في إسماع السامعين، أشبه بلغة المخاطبين.